# بورسيت فورس: إكستريم جاستس
بورسيت فورس: إكستريم جاستس (بالإنجليزية: Pursuit Force: Extreme Justice)‏، هي لعبة فيديو بريطانية من نوع مطاردة المركبات، صدرت اللعبة في الأسواق سنة 2007، وتعمل حصرياً على منصة بلاي ستيشن بورتل.